# Дуравка
Дуравка — деревня в Пошехонском районе Ярославской области России. Входит в состав Белосельского сельского поселения.

## География
Деревня находится в северной части области, в подзоне южной тайги, на левом берегу реки Кештомы, на расстоянии примерно 18 километров (по прямой) к юго-востоку от города Пошехонье, административного центра района.

### Климат
Климат характеризуется как умеренно континентальный, с продолжительной холодной зимой и коротким умеренно тёплым летом. Среднегодовая температура воздуха — 2,9 — 3,5 °C. Годовое количество атмосферных осадков — 500—750 мм, из которых большая часть выпадает в тёплый период. Преобладающее направление ветра юго-западное.

### Часовой пояс
Дуравка, как и вся Ярославская область, находится в часовой зоне МСК (московское время). Смещение применяемого времени относительно UTC составляет +3:00.

## Население
| 2007 | 2010 |
| ---- | ---- |
| 10   | ↘0   |

### Национальный состав
Согласно результатам переписи 2002 года, в национальной структуре населения русские составляли 100 % из 10 чел.